# 수원 센트럴 아이파크 자이
수원 센트럴 아이파크 자이(Suwon Central I'Park Xi)는 경기도 수원시 팔달구 인계동에 건설 중인 아파트 단지이다. 30개동 3,432세대로 구성되어 있다.